# Пьянецце
Пьянецце (итал. Pianezze) — коммуна в Италии, располагается в провинции Виченца области Венеция.
Население составляет 1854 человека, плотность населения составляет 464 чел./км². Занимает площадь 4 км². Почтовый индекс — 36060. Телефонный код — 0424.
Покровителем коммуны почитается святой Лаврентий, празднование 10 августа. 